# Peter M. Lenkov

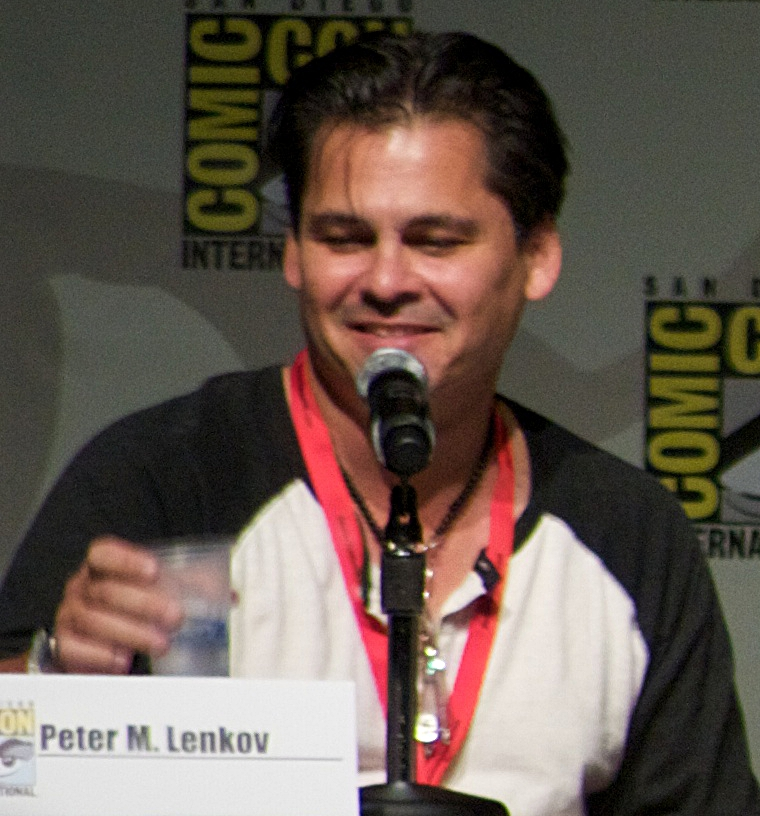
Peter Lenkov bei der San Diego Comic-Con International (2010)

Peter M. Lenkov (* 9. Mai 1964 in Laval, Québec) ist ein kanadisch-US-amerikanischer Film- und Fernsehproduzent und Drehbuchautor. 

## Leben
Lenkov wurde nördlich von Montreal, im Vorort Laval, geboren und wuchs dort auf. In Montreal besuchte er die McGill University und die Concordia University und verfolgte Mitte der 1980er Jahre Communication Studies, wodurch er zu seinem ersten Drehbuch angeregt wurde. Infolgedessen nahm er mit 21 Jahren in Los Angeles an Sommerkursen der University of California (UCLA) teil.
Sein erster größerer Berufserfolg stellte sich mit dem Drehbuch zum Science-Fiction-Actionfilm Demolition Man (1993) ein, das er mitverfasste und in dem Sylvester Stallone, Sandra Bullock und Wesley Snipes die Hauptrollen spielten. 1999 schrieb Lenkov erstmals Skripte für die Agentenserie Nikita. Insgesamt war er für die Drehbücher von dreizehn Folgen der Serie von Joel Surnow mit Peta Wilson und Roy Dupuis verantwortlich. Lenkov fungierte dabei auch als Produzent. Danach koproduzierte er den Actionthriller Ballistic (2002) mit Antonio Banderas und Lucy Liu. In der dramatischen Krimiserie The District – Einsatz in Washington (2003–2004) wirkte er als Produzent und Drehbuchautor. 2005 übte er diese Tätigkeiten in der mehrfach ausgezeichneten Echtzeitserie 24 aus, die von Joel Surnow und Robert Cochran erdacht und von Kiefer Sutherland dargestellt wird.
Außerdem verfasste er die Comics Fort: Prophet of the Unexplained mit Frazer Irving als Illustrator, sowie R.I.P.D. gemeinsam mit Lucan Marangon und Randy Emberlin. Im Jahr 2005 wurde Lenkov, zusammen mit anderen, für 24 als beste Dramaserie für den Emmy nominiert.
Er ist mit der ehemaligen Schauspielerin Audie England verheiratet, lebt in Los Angeles County, Kalifornien, und hat drei Kinder. Sein Cousin ist der Drehbuchautor David Wolkove.

## Filmografie
| - 1990: Parker Kane – Die Gewalt im Nacken (Parker Kane) - 1993: Schwiegersohn Junior (Son in Law) - 1995: Chaos! Schwiegersohn Junior im Gerichtssaal (Jury Duty) - 1998: Der Chaotenboss (Chairman of the Board) - 1999–2000: Nikita (La Femme Nikita) (Fernsehserie) - 1999: Prophecy of the Tiger – Die Rache des Tigers (Dr. Jekyll and Mr. Hyde) - 2000: Level 9 (Fernsehserie) - 2001: Tracker (Fernsehserie) - 2002: Ballistic (Ballistic: Ecks vs. Sever) - 2003: Alien Tracker - 2003–2004: The District – Einsatz in Washington (The District) (22 Folgen) - 2004: Pursued - 2005: 24 (24 Folgen) - 2005–2006: CSI: NY (24 Folgen) - 2010–2020: Hawaii Five-0 (Fernsehserie) - 2013: R.I.P.D. | - 1990: Parker Kane – Die Gewalt im Nacken (Parker Kane) - 1991: Haunted Lives: True Ghost Stories (Segment Ghosts R Us) - 1993: Schwiegersohn Junior (Son in Law) - 1993: Demolition Man - 1999–2000: Nikita (La Femme Nikita) (13 Folgen) - 1997: Ghost Stories (Fernsehserie) - 1998: Universal Soldier 2 – Brüder unter Waffen (Universal Soldier II: Brothers in Arms) - 1998: Universal Soldier 3 – Blutiges Geschäft (Universal Soldier III: Unfinished Business) - 1998: The Crow – Die Serie (The Crow: Stairway to Heaven, Fernsehserie) - 1999: Prophecy of the Tiger – Die Rache des Tigers (Dr. Jekyll and Mr. Hyde) - 1999: The Hunger (Fernsehserie) - 2000: Level 9 (Fernsehserie) - 2001, 2002: Tracker (3 Folgen) - 2002–2003: The District – Einsatz in Washington (The District) (3 Folgen) - 2005: 24 (Fernsehserie) - 2005–2007: CSI: NY (9 Folgen) - 2010–2020: Hawaii Five-0 (Fernsehserie) - 2013: R.I.P.D. - 2016–2021: MacGyver (Fernsehserie) - seit 2018: Magnum P.I. (Fernsehserie) |

### Comics
- Fort: Prophet of the Unexplained, mit Frazer Irving, Englisch, Dark Horse Comics, 2002, ISBN 1-56971-781-8, Titan Books, 2003, ISBN 1-84023-579-9
- R.I.P.D., mit Lucan Marangon und Randy Emberlin, Englisch, Dark Horse Comics, 2003, ISBN 1-56971-928-4